# 혈청학
혈청학(血淸學, 영어: serology)은 혈청과 기타 체액을 대상으로 항원 항체 반응을 이용하여 감염을 진단하고 병원체를 밝히는 의학이다. 실제로는 종종 혈청 내의 항체를 식별하는 의미로 사용된다. 항체는 일반적으로 미생물의 감염, 맞지 않는 수혈 등 외부의 단백질, 자기 자신의 단백질(예를 들면, 자가 면역 질환의 경우)에 대응하여 생성된다.
혈청 검사는 감염이 의심될 때, 류머티즘, 개인의 혈액형 검사 등 여러 가지 경우에 진단을 위해 사용한다. 혈청 검사는 X연관성 무γ글로불린혈증 등 항체의 부족으로 면역 기능이 결핍된 환자들의 진단을 돕는다.
연구되는 항원에 따라 여러 혈청학 기술이 사용될 수 있는데, 효소-연결면역흡수측정검사(Enzyme-linked immunosorbent assay, ELISA), 응집 반응, 침전, 보체결합반응, 형광 항체 등이 있다.
일부 혈청 검사는 혈청에 한정되지 않고 정액이나 침과 같은 유사한 특징을 보이는 다른 체액에 대해서도 실시할 수 있다. 혈청 검사는 또한 법의학적으로 범인과 관련된 증거로 사용될 수도 있다.

## 같이 보기
- 혈청